# Gida Ayana
Gida Ayana est un woreda de l'ouest de l'Éthiopie situé dans la zone Misraq Welega de la région Oromia. Il reprend la partie ouest de l'ancien woreda Gida Kiremu.

## Origine et nom
Jusqu'aux années 2000, c'est un unique woreda appelé Gida Kiremu, qui regroupe le territoire entourant les villes de Gutin, Gida Ayana et Kiremu.
Les woredas Gida Ayana et Kiremu se partagent le territoire de l'ancien woreda au plus tard en 2015.
Le woreda Gida Ayana reprend toute la partie ouest de l'ancien woreda comprenant les villes de Gutin et Gida Ayana. La première reste son centre administratif tandis que la seconde lui donne son nom[à vérifier].

## Situation
Limitrophe de la région Benishangul-Gumuz au nord, le woreda Gida Ayana est entouré dans la zone Misraq Welega par Ibantu et Limmu à l'ouest et par Kiremu à l'est. Il est bordé au sud par le woreda Abe Dongoro de la zone Horo Guduru Welega.
Le chef-lieu, Gutin, est dans le sud du woreda, près de 70 km au nord de Nekemte,.
La seconde agglomération, Gida Ayana, ou Ayana, se trouve 46 km au nord de Gutin, dans le centre du woreda.

## Population
Au recensement national de 2007, l'ancien woreda Gida Kiremu, qui englobe encore le futur woreda Kiremu, compte 158 635 habitants dont 17 % de citadins répartis entre Gutin (13 641 habitants), Gida Ayana (10 526) et Kiremu (2 948).
Environ 59 % des habitants de Gida Kiremu sont orthodoxes, 23 % sont protestants, 16 % sont musulmans et 1 % sont de religions traditionnelles africaines.
En 2022, la population est estimée sur le même périmètre à 240 109 personnes avec une densité de population de 95 personnes par km2 et 2 541 km2 de superficie.